# Пожига
Пожи́га — село в Дальнереченском районе Приморского края, входит в состав Малиновского сельского поселения.

## География
Село Пожига находится к юго-востоку от Дальнереченска, на левом берегу реки Малиновка. На правом берегу реки Малиновка напротив села Пожига находится село Ариадное.
Село стоит на автодороге Дальнереченск — Кокшаровка (Чугуевский район Приморского края).
Расстояние от села Пожига до районного центра города Дальнереченск около 120 км.
Южнее села Пожига по водоразделу между бассейнами рек Малиновка и Журавлёвка проходит административная граница между Дальнереченским и Чугуевским районами.
В 34 км южнее реки Малиновка находится село Лесогорье Чугуевского района Приморского края.

## Население
| 2002 | 2010 |
| ---- | ---- |
| 439  | ↘366 |

## Улицы
| - ул. Лесная, - ул. Садовая, - ул. Тургенева, | - ул. Центральная, - ул. Школьная. |

## Экономика
Жители занимаются сельским хозяйством.